# Antoni Canals

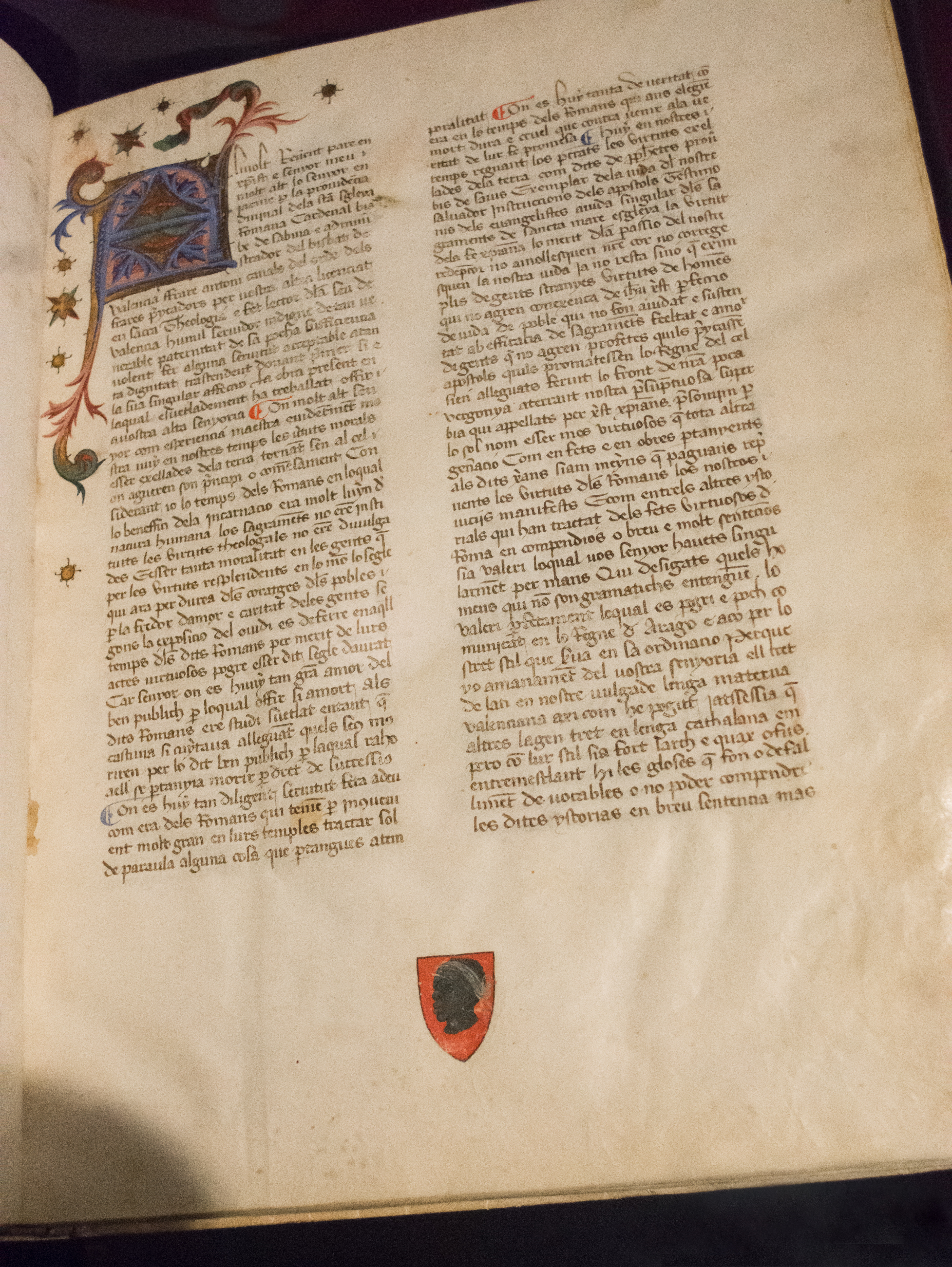
Dictorum factorumque memorabilium (1395–1415).

Antoni Canals (* 1352 im Königreich Valencia; † 1419) war ein Dominikaner, Redner und Schriftsteller. Er war für seine Predigten (von denen heute keine mehr erhalten ist) und für drei Übersetzungen oder Adaptationen von klassischen Werken ins Katalanische bekannt.
Antoni Canals war bis 1398 Schüler von Vinzenz Ferrer und Theologielehrer in Valencia. Dann ging er nach Barcelona, wohin der Königshof ihn gerufen hatte, und blieb dort von 1398 bis 1401. Nach seiner Rückkehr nach Valencia diente er von 1401 bis 1419 als Oberleutnant des Inquisitors des Königreichs.

## Werke
Die wichtigste Absicht seiner Werke ist das Apostolat. Die humanistische Haltung von Antoni Canals drückt sich in diesen drei Werken aus:
- Übersetzung ins Katalanische von De providentia von Seneca.
- Übersetzung ins Katalanische von Dictorum factorumque memorabilium von Valerius Maximus. Er nannte es Llibre anomenat Valeri Màxim (Buch Valerius Maximus genannt).
- Ein weiteres humanistisches Werk ist der Raonament fet entre Scipió e Aníbal (Dialog zwischen Scipio und Hannibal). Dabei handelt es sich um eine freie Übersetzung des siebten Bandes von Francesco Petrarcas Africa mit Erweiterungen, die auf der Arbeit anderer Autoren basieren.